# Station Gällivare
Station Gällivare is een spoorwegstation in de Zweedse plaats Gällivare. Het station ligt aan de Malmbanan en is het noordelijke eindpunt van de Inlandsbanan.
Station Gällivare is een station aan de nachtlijn Stockholm - Narvik.

## Verbindingen
| Serie | Treinsoort                           | Route                                                                            | Bijzonderheden                                                           |
| ----- | ------------------------------------ | -------------------------------------------------------------------------------- | ------------------------------------------------------------------------ |
| 30    | Intercity / Stoptrein (SJ / Norrtåg) | Luleå – Boden – Gällivare – Kiruna – Björkliden – Riksgränsen – Narvik           | Stopt op sommige stations alleen op verzoek.                             |
| 38    | Stoptrein                            | Gällivare – Jokkmokk – Arvidsjaur – Storuman – Dorotea – Östersund               | Rijdt alleen in de zomermaanden. Stopt op veel haltes alleen op verzoek. |
| 94    | Nachttrein (SJ)                      | Stockholm – Gävle – Sundsvall – Umeå – Gällivare – Kiruna – Riksgränsen – Narvik |                                                                          |